# Dragon street lamp

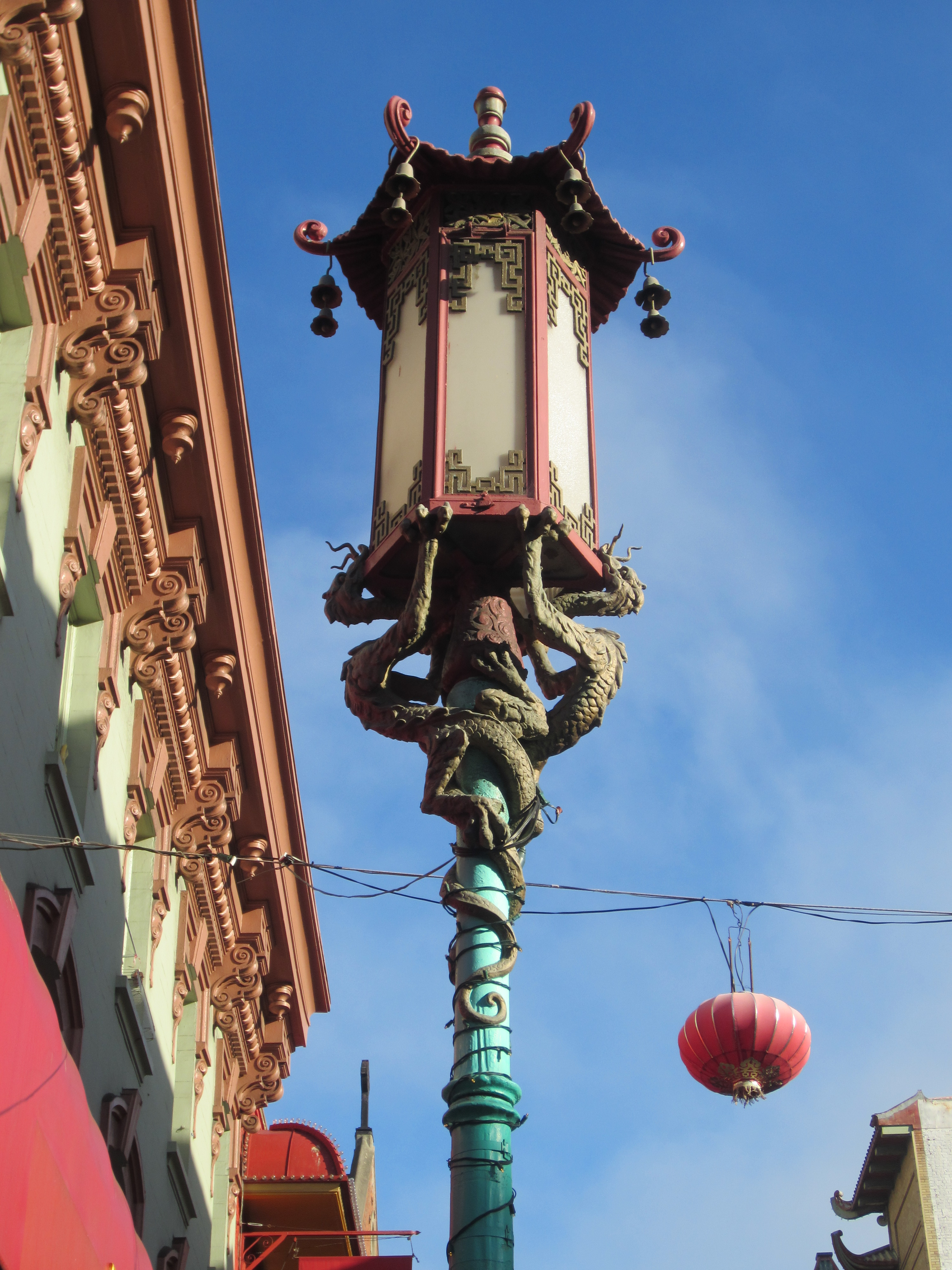
Dragon street lamp, 2013

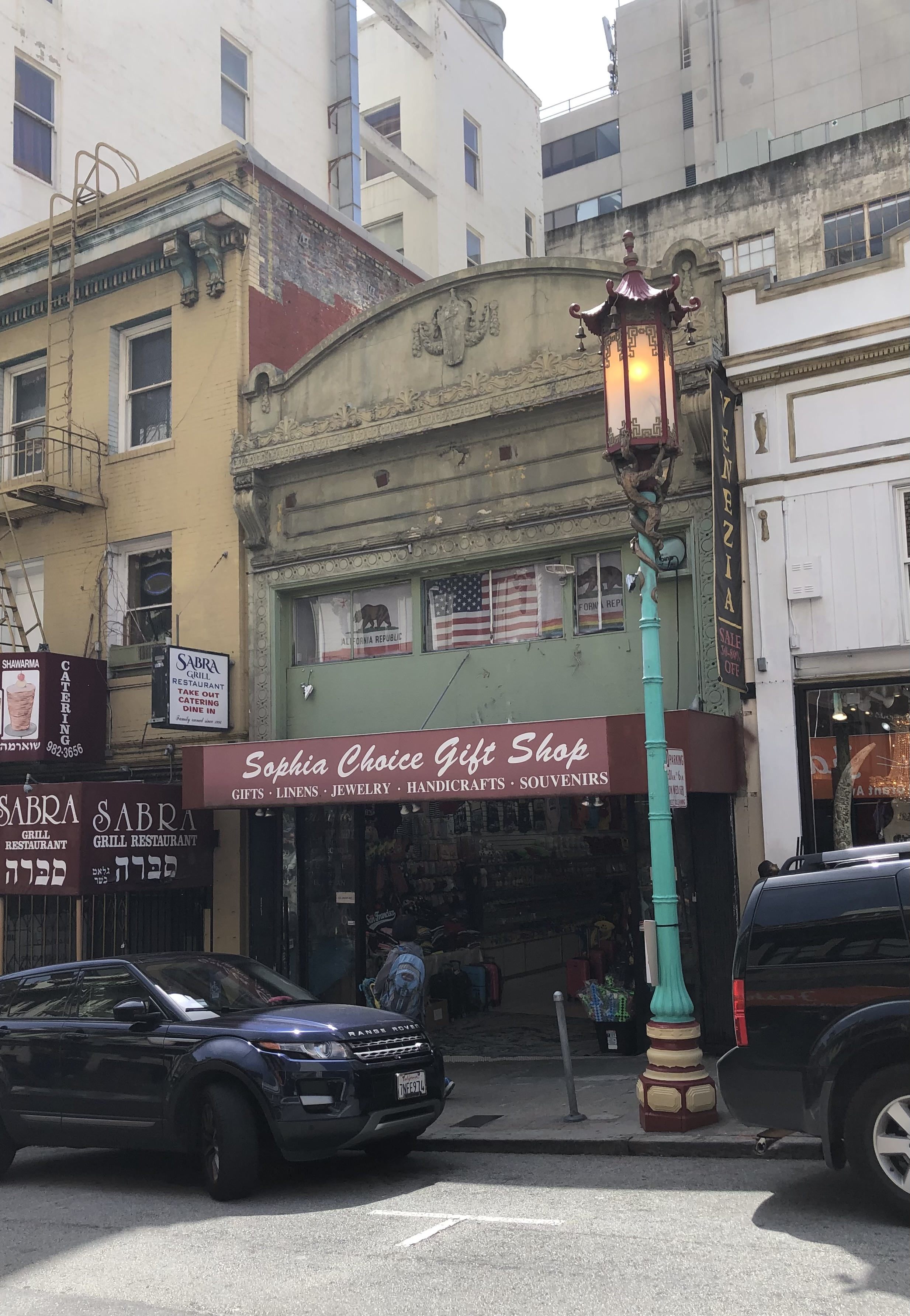
Laterne vor 425 Grant Avenue, 2023

Die Dragon street lamp (deutsch Drachenlaterne) ist eine speziell für den Stadtteil Chinatown von San Francisco, Kalifornien gestaltete Straßenlaterne.

## Gestaltung und Geschichte
1925 wurde in San Francisco das San Francisco Diamond Jubilee Festival, anlässlich des 75. Jahrestags Kaliforniens als Bundesstaat der USA, veranstaltet. Der für die Beleuchtung zuständige Lichtgestalter Walter d’Arcy Ryan entwarf speziell für Chinatown chinesische Gestaltungselemente aufnehmende Straßenlaternen. Ihre Basis ist aus Gusseisen gefertigt und trägt einen Schaft in Lotus- bzw. Bambusform. Ihr Beleuchtungskörper in Form einer Pagodenlaterne wird von jeweils zwei aus Aluminium gefertigten goldenen Drachen getragen. Der Drache soll dabei nach chinesischer Tradition Glück und ein langes Leben symbolisieren. Die Laterne selbst ist mit Glocken verziert und wird von einem stilisierten roten Dach bekrönt. Die Farbgebung in Rot, Gold und Grün orientiert sich an den traditionellen chinesischen Farben. 
Es wurden 43 dieser Straßenlaternen in China hergestellt und gleichmäßig entlang der Grant Avenue aufgestellt. Zwei Lampen vor der Adresse 924 Grant Avenue stehen allerdings unmittelbar nebeneinander. Hier soll sich die Lung Kong Gesellschaft befunden haben, deren Name Lung Kong Drachenlicht bedeutet. Insgesamt betrugen die Kosten 18.000 US-Dollar und somit etwa 419 $ je Laterne. Das Geld wurde von privater Seite aufgebracht und ging aus einer Zusammenarbeit der Innenstadthändler und der Chinesischen Handelskammer hervor.
Nach Ende des Festivals blieben die Lampen stehen und wurden an die Pacific Gas and Electric übergeben, die sie seitdem betreibt.
1996 wurden nach den alten Vorlagen 24 neue Lampen durch das Unternehmen Emery Fixtures in Emporia, Kansas hergestellt. Sie ersetzten einige der alten Lampen und sind durch die Unternehmensnennung am Sockel zu erkennen.
Später wurden 23 weitere Lampen des Typs angeschafft, um auch abseits der Grant Avenue stärker den Charakter Chinatowns zu unterstreichen. Sie wurden unter Nutzung der alten Formen wieder in China hergestellt und von Pacific Gas and Electric gesponsert. Insgesamt sind jetzt 71 Lampen aufgestellt.